# Āryabhaṭa
Āryabhaṭa (Devanagari: आर्यभट; Assaka, 476 – Patna, 550) è stato un matematico, astronomo e astrologo indiano, vissuto tra il V e il VI secolo.

## Biografia
È stato il primo dei grandi matematici-astronomi indiani; la sua opera principale, l'Aryabhatiya, può essere considerata una versione indiana degli Elementi di Euclide, in quanto comprende molti risultati dovuti ad autori precedenti.
Aryabhata compì i suoi studi a Kusumapura, città che è stata identificata come Pataliputra (oggi Patna); egli vi visse al tempo in cui questa era capitale dell'impero Gupta.
Scrisse diversi trattati di matematica e di astronomia, alcuni dei quali sono andati perduti. Le sue opere principali sono l'Aryabhatiya e l'Arya-siddhanta; solo il primo di questi ci è però pervenuto.

## L'Aryabhatiya
L'Aryabhatiya, composto nel 499, è un compendio delle conoscenze matematiche indiane del tempo, composto in versi; Aryabhata copre diversi argomenti, tra i quali l'aritmetica, la trigonometria piana e sferica e le regole per il calcolo di aree e volumi.
L'opera è divisa in quattro capitoli: il primo tratta di cosmologia e contiene (in un singolo verso) una tavola dei seni; il secondo contiene le regole di misurazione, metodi per risolvere equazioni determinate e indeterminate e tratta di progressioni aritmetiche e geometriche; la terza tratta della misura del tempo e dei metodi per determinare la posizione dei pianeti; la quarta parla di trigonometria e del calcolo delle eclissi.
Aryabhata usa in quest'opera una numerazione posizionale, pur senza lo zero. Inoltre fornisce una approssimazione di pi greco come 3,1416 (da confrontare con il valore vero di circa 3,14159265), sebbene nei calcoli usi spesso il valore di {\displaystyle {\sqrt {10}}\approx 3,1622}.
Alcune delle sue regole di misurazione sono scorrette: mentre ad esempio fornisce correttamente l'area del triangolo come metà della base per l'altezza, la stessa formula è usata come volume di una piramide, al posto del corretto un terzo dell'area di base per l'altezza.
Fornisce inoltre un'approssimazione per la circonferenza della Terra di circa 4967 yojanas, ovvero circa 39968 km, invece del valore oggi calcolato di 40075 km. Pensava inoltre che il movimento degli astri fosse dovuto ad una rotazione della Terra attorno al suo asse.